# 499. п. н. е.

## Догађаји
- Почео Јонски устанак